# Stanisław Prauss
Stanisław Paul Prauss (Varsavia, 28 novembre 1903 – Londra, 12 novembre 1997) è stato un ingegnere polacco, progettista aeronautico.

## Biografia
Nacque a Varsavia il 28 novembre 1903, e compì gli studi presso la Facoltà di ingegneria della locale Università terminandoli nel 1928. Nello stesso anno realizzò l'aereo sportivo PS-1, progettato frequentando la Sezione di Aviazione degli Studenti di Meccanica dell'Università, e dopo aver conseguito la laurea iniziò a lavorare presso l'industria statale Państwowe Zakłady Lotnicze, ricoprendo in seguito il ruolo di capo progettista fino allo scoppio della seconda guerra mondiale, nel settembre 1939. Acquisito il brevetto di pilota da turismo ricoprì molte cariche presso il locale Aero Club, dove arrivò a possedere due aerei privati PZL.5. Nel corso degli anni trascorsi presso la PZL progettò l'aereo passeggeri PZL.13 (1931) e l'aereo di linea PZL.4 (1932), in collaborazione con l'ingegner Zygmunt Bruner), e il PZL.17 (1931), il PZL.16 (1932), l'aereo da assalto PZL.23 Karaś (1934), e il suo derivato PZL.46 Sum.
Nell'estate del 1939, poco prima dello scoppio della guerra, il suo ufficio tecnico stava lavorando al progetto del bombardiere a tuffo PZL Łosoś e a quello del ricognitore a lungo raggio PZL- rozpoznawczy dalekiego zasięgu. Poco prima della capitolazione polacca fuggì all'estero, seguendo la sorte di altri progettisti come Wsiewołod Jakimiuk e Jerzy Dąbrowski. Dapprima si recò in Romania, poi in Francia e da lì si trasferì in Gran Bretagna, dove iniziò a lavorare nel settore aerospaziale, specializzandosi nella costruzione di aerei passeggeri, come il de Havilland Comet, l'Hawker Siddeley Trident, e l'Airbus A300.
Si spense a Londra, il 12 settembre 1997, e la sua salma fu poi sepolta a Varsavia, nella tomba della famiglia Praussów-Gąsiorowskich sita nel cimitero protestante. Era fratello del colonnello Tadeusz Prauss, comandante dell'aviazione dell'Armata di Modlin, assassinato in Unione Sovietica nel 1940.